# Bernat Soler i Pla
Bernat Soler i Pla (Barcelona, 30 de gener de 1973) és un periodista català. Va començar la seva carrera periodística com a estudiant en pràctiques a la Ràdio de Barcelona, ha treballat en diversos programes de ràdio, durant quatre anys va ser el director del programa Els millors anys de la nostra vida de Catalunya Ràdio. Actualment treballa com a comentarista a la Transmissió d'en Torquemada de Catalunya Ràdio. on des de 2009 fa les transmissions dels partits de futbol.
El periodista català és un dels comentaristes més ben valorats per l'audiència i l'any 2019 va rebre el premi al periodista esportiu de l'any, a la gala de les estrelles organitzada per la Federació Catalana de Futbol. L'acte va tenir lloc a l'antiga fàbrica d'Estrella Damm, on també va acabar aconseguint un premi la flamant perla de Matadepera, l'actual jugador del Los Angeles Galaxy, Riqui Puig.